# Sumbergirang (Lasem)
Sumbergirang is een bestuurslaag in het regentschap Rembang van de provincie Midden-Java, Indonesië. Sumbergirang telt 5561 inwoners (volkstelling 2010).